# 皮孔樫木
皮孔樫木（学名：Dysoxylum lenticellatum）为楝科樫木属下的一个种。

## 扩展阅读
- 維基物種上的相關：皮孔樫木